# TUN/TAP
Nelle reti Informatiche, TUN e TAP sono driver che permettono la creazione di periferiche di rete virtuali. Rispetto alle comuni periferiche (ad es. eth0) che sono controllate direttamente dalle schede di rete, i pacchetti spediti da o verso dispositivi TUN/TAP sono spediti da o verso programmi software. TUN è in grado di simulare una periferica di rete di tipo punto-punto e lavora con pacchetti di tipo IP mentre TAP è in grado di simulare un dispositivo Ethernet e logicamente utilizza i frame Ethernet.

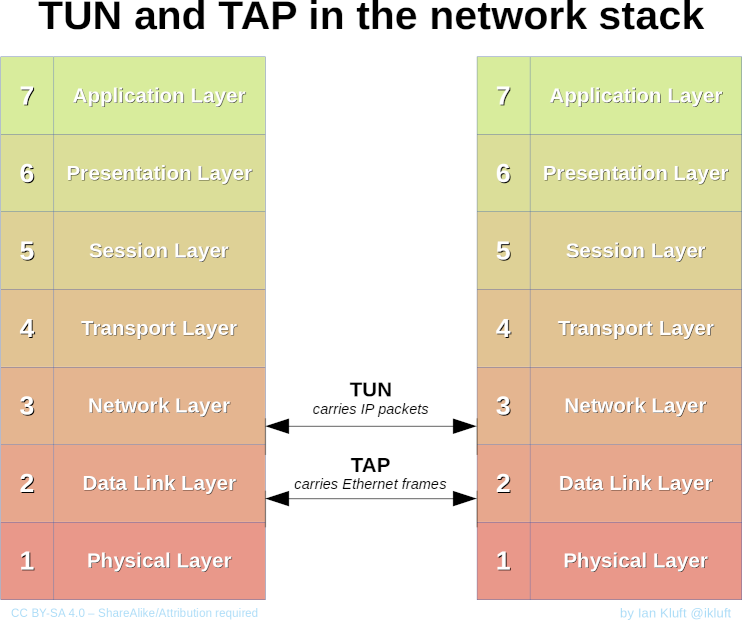
TUN e TAP nella pila di protocolli del modello OSI

TUN e TAP sono generalmente usati per applicazioni di:
- Reti private virtuali (VPN)
  - OpenVPN, Ethernet/IP su TCP/UDP; dati crittografati e compressi
  - tinc , Ethernet/IPv4/IPv6 su TCP/UDP; crittografati, compressi
  - VTun , Ethernet/IP/serial/Unix pipe su TCP; crittografati, compressi, distribuzione del traffico
  - OpenSSH
  - ICMPTX , IP over ICMP (ping)
  - NSTX , IP over DNS
  - HTun , IP over HTTP
  - coLinux, Ethernet/IP over TCP/UDP
  - Hamachi
- Reti di macchine virtuali
  - Bochs
  - coLinux
  - QEMU
  - Hercules (S/390 emulator)
  - VirtualBox
  - User-Mode Linux

I driver TUN e TAP sono disponibili per le seguenti piattaforme:
- FreeBSD
- macOS
- Linux, dal kernel 2.1.60
- Microsoft Windows 2000/XP/Vista/7/8/8.1/10
- OpenBSD
- NetBSD
- Solaris
- Android